# Тумай

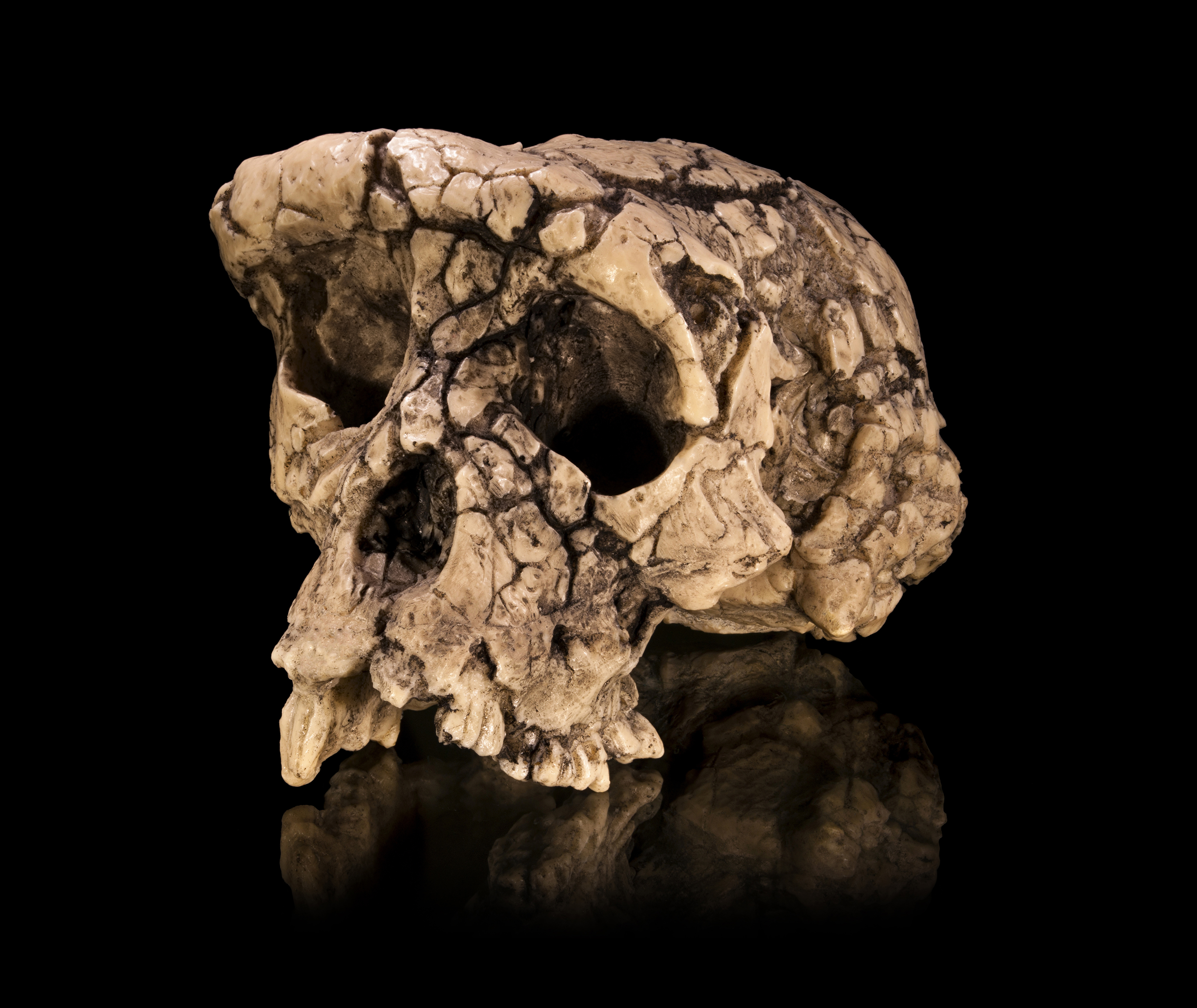
Череп Тумай

Тумай — череп самки ископаемого гоминида, жившей ориентировочно 6—7 млн лет назад в Центральной Африке. Череп Тумай был обнаружен в пустыне Дьюраб на северо-западе республики Чад, недалеко от южного края Сахары, в ходе раскопок в местечке Торос-Менелла в 2001 году. Вместе с найденными на участке останками ещё пяти особей, описанными в июле 2002 международной командой из 38 учёных, послужил основой для выделения нового вида и рода — Sahelanthropus tchadensis (сахелантроп).
Автор находки, французский палеоантрополог Мишель Брюне, считает череп заметно деформированным в затылочной части.

## Описание черепа
Лицевая часть Тумай совмещала примитивные и продвинутые черты. Тумай обладала достаточно слабыми клыками, а зубы её заметно отличались от зубов аналогичных находок. Размер головного мозга был небольшим (~350 см³ — как у шимпанзе), а черепная коробка удлинена, что характерно для современных обезьян. Подобное смешение признаков свидетельствует о самых ранних этапах эволюции группы.
У учёных нет единого мнения относительно родственных связей Тумай. Возможно, что Тумай является примитивным гоминидом, то есть предком человека. А возможно, это один из предков горилл, так как исследования митохондриональной ДНК свидетельствуют о том, что окончательное разделение ветвей человека и шимпанзе произошло около 5 млн лет назад — на один-два миллиона лет позже сахелантропа. Антрополог Вольпофф Милфорд Х. из Мичиганского университета в Анн-Арборе и его коллеги утверждают, что череп Тумай больше похож на череп доисторической гориллы, угол наклона плоскости на затылке, где к черепу обычно прикрепляются мышцы шеи, свидетельствует о том, что речь может идти только о четвероногом животном, а такие зубы могли быть у самки обезьяны.

## Условия жизни
В местности нет древесных останков, и исторический возраст Тумаи оценивается по найденным рядом останкам животных, время существования которых известно по другим местностям. Анализ окаменелостей, собранных вместе с сахелантропом, позволяет утверждать, что некогда здесь был берег большого озера, вокруг которого лежала саванна, переходящая в песчаную пустыню.